# Fantaisie no 2 de Mozart
La Fantaisie no 2 en do mineur, K. 396/385f, est un fragment de sonate pour violon et piano composée par Wolfgang Amadeus Mozart en août/septembre 1782 à Vienne. Le fragment comporte 27 mesures et la partie de violon commence à la mesure 23.
Plus tard Maximilian Stadler a composé une "conclusion" pour ce morceau, écrite pour piano seul. Cette version comporte 72 mesures et se termine en do majeur. Une copie de cette pièce de la main de Stadler contient une dédicace à Constance Mozart. C'est cette version qui est habituellement jouée et enregistrée.

## Structure
La Fantaisie comporte 72 mesures. Elle est indiquée Adagio, en do mineur, à . Deux sections sont répétées deux fois : mesures 1 à 27, mesures 28 à 72. À la mesure 61, la tonalité devient celle de do majeur.
Son interprétation dure approximativement 10 minutes.